# 东郭先生 (动画片)
《东郭先生》，是中国大陆上海美术电影制片厂于1955年制作的一部木偶剧动画片，该动画片根据明朝作家马中锡《中山狼传》的故事改编而成，讲述了东郭先生救狼的故事。

## 剧情简介
古时候有个心地善良的东郭先生。一天，他带着一口袋书出远门。他怕毛驴受压，就自己背着口袋，牵着毛驴赶路。走累了就在树下休息。恰巧此时一位将军率领众士兵到山中去打猎。那将军张弓搭箭射中了一只狼，那狼中箭不死、落荒而逃向东郭先生求救。东郭先生心善，让狼躲进一口装书的口袋里，骗走打猎的将军，助狼躲过一劫。可是，这条狼一钻出口袋就凶相毕露，它说在口袋里闷了半天，现在肚子饿了，要把东郭先生吃了充饥。东郭先生说它恩将仇报，要找人评理。他们先请老树作证，老树说不清楚。再找老牛，老牛怕管闲事。最后找到一个老农夫，老农夫听后胸有成竹地说，他不相信有这种事，要他们把经过情形再表演一遍，然后再评判谁有理。于是，狼钻进了口袋。老农夫立即把袋口扎紧，用锄头狠狠地把狼打个半死，再也不能动了。东郭先生责备农夫伤害狼的性命，此时那头被打的还剩下最后一口气的狼却感叹：“这样的书呆子没吃成，死也不甘心！”此时东郭先生才明白对狼万不能讲仁慈的道理。

## 制作人员
- 作曲：高潮
- 摄影：施源宣
- 指挥：黄贻钧
- 饰景设计：王昌诚
- 木偶表演者：夏秉钧、吕恒、万超尘、尤磊